# Distretto di Ollantaytambo
Il distretto di Ollantaytambo è uno dei sette distretti della  provincia di Urubamba, in Perù. Si trova nella regione di Cusco.